# Ernest von Koerber
Ernest Karl Franz Joseph Thomas Friedrich von Koerber (* 6. November 1850 in Trient; † 5. März 1919 in Baden, Niederösterreich) war ein führender Politiker Österreich-Ungarns und zweimaliger Ministerpräsident.

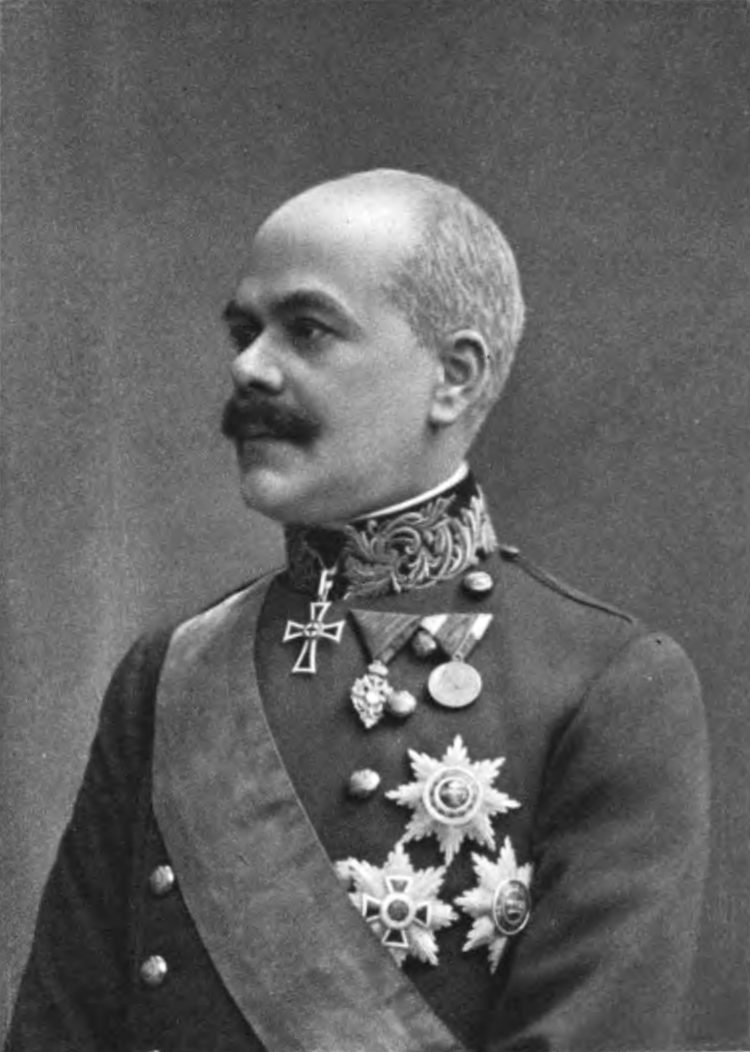
Ernest von Koerber (Photographie von Carl Pietzner, gedruckt 1905)

## Leben
Ernest stammte als Sohn von Josef von Koerber aus einer alten Offiziers- und Beamtenfamilie. Sein Vater war Oberstleutnant der Gendarmerie. Er besuchte das Theresianum in Wien und studierte Rechtswissenschaft an der Universität Wien.
Der deutschliberal orientierte Koerber trat nach dem Studium und Ableistung des Gerichtsjahres 1874 ins Handelsministerium ein. 1895 wurde er zum Generaldirektor der Staatsbahnen bestellt, 1896 zum Geheimrat ernannt. 1897/98 fungierte er als Handelsminister, 1899 als Innenminister der österreichischen Reichshälfte (Cisleithanien), vom 19. Jänner 1900 bis zum 31. Dezember 1904 war er als deren Ministerpräsident tätig. Aus gesundheitlichen Gründen trat er am 31. Dezember 1904 zurück. Von 1902 bis 1904 war er zugleich Justizminister. 1903 wurde er mit dem Großkreuz des St.-Stephans-Ordens ausgezeichnet, seit 1906 war er Mitglied der Akademie der Wissenschaften 1915/16 war Koerber als gemeinsamer Finanzminister Österreich-Ungarns aktiv. Am 31. Oktober 1916 berief ihn Kaiser Franz Joseph I. nach dem Attentat Friedrich Adlers auf den Ministerpräsidenten Karl Graf von Stürgkh zu Stürgkhs Nachfolger. Koerber harmonierte aber nicht mit Kaiser Karl I., der sich weigerte den Eid auf die Verfassung abzulegen und musste nach Franz Josephs Tod bereits am 13. Dezember 1916 sein Amt quittieren. Er starb am 5. März 1919 in einem Badner Sanatorium und wurde am Wiener Zentralfriedhof begraben.

## Politik

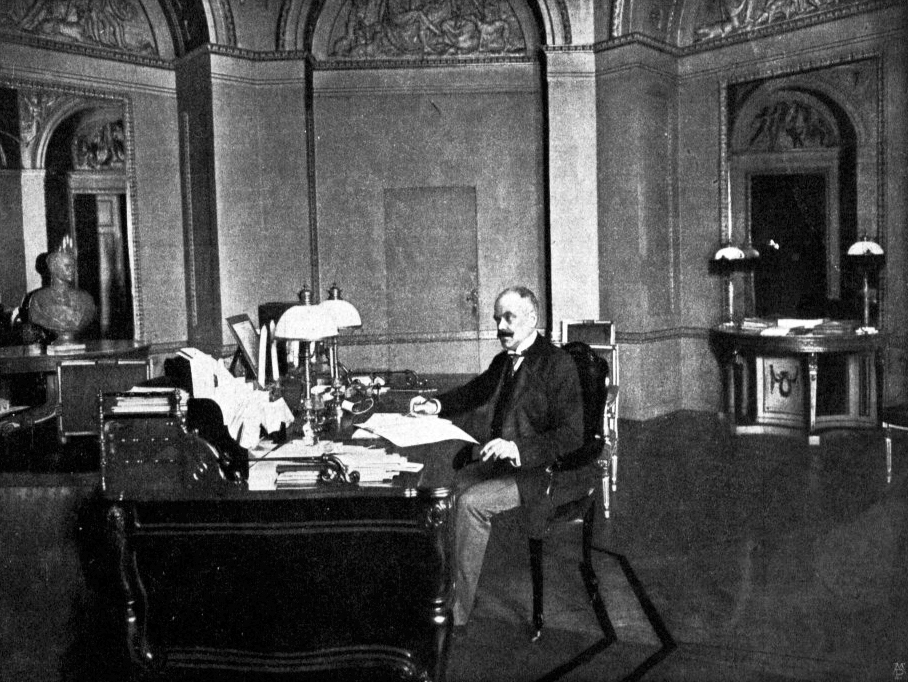
Ernest von Koerber in seinem Büro (1901)

Koerbers Politik entsprach der bürgerlich-liberalen Sichtweise, welche die Einheit der Donaumonarchie ungeachtet der auseinanderstrebenden Nationalitäten mit Hilfe der Armee und der staatlichen Verwaltung aufrechtzuerhalten versuchte. Vor allem während seiner Tätigkeit als Ministerpräsident in den Jahren von 1900 bis 1904 versuchte Koerber, durch Infrastrukturmaßnahmen wie Eisenbahn- und Kanalbauten die Wirtschaft und deren Wachstum zu fördern. Koerber plante dieses umfangreiche Infrastrukturprogramm 1901 mit vielen neuen Eisenbahnlinien und Wasserstraßen, die alle großen Flüsse Cisleithaniens verbinden und die logistischen Defizite des österreichischen Alpenraums beheben helfen sollten. Der Koerber-Plan wurde von Zeitgenossen als kühnstes und weitreichendstes Vorhaben in der Geschichte der Doppelmonarchie bezeichnet. Die propagierte Wirtschafts- und Integrationspolitik war zentraler Punkt der politischen Vorstellungen Koerbers. Er versuchte durch sein Wirtschaftsprogramm einen Aufschwung zu erzeugen, in dessen Folge nicht nur der allgemeine Wohlstand gehoben, sondern der Nationalitätenstreit, auch im Hinblick auf die Festigung der Monarchie, eingedämmt werden sollte. Die Vorhaben konnten aus finanziellen Gründen jedoch nur zum kleinen Teil durchgeführt werden.
Koerber versuchte politisch ausgleichend zu wirken, etwa gegenüber den Sozialdemokraten, und er schaffte die Pressezensur ab. Er musste allerdings wie seine Vorgänger im Wesentlichen mittels Notverordnungen regieren, da die Deutschliberalen um 1900 keine nennenswerte politische Basis mehr besaßen, und die diversen Sprachenstreitigkeiten, etwa zwischen Tschechisch- und Deutschsprachigen in Böhmen (siehe auch: Böhmischer Sprachenkonflikt) oder zwischen den italienischsprachigen und deutschsprachigen Bewohnern Tirols um eine italienischsprachige Universität erwiesen sich als unlösbar. Koerbers Jahre als Ministerpräsident zu Beginn des 20. Jahrhunderts werden zum Teil als „letzte Chance der Donaumonarchie“ gewertet, die aber nicht genützt werden konnte.
Als Finanzminister nahm Koerber am Ministerrat für gemeinsame Angelegenheiten vom 6. Oktober 1915 zur austropolnischen Lösung, der möglichen Angliederung Kongresspolens an die Monarchie Stellung. Er meinte, dass Österreich-Ungarn wegen seiner nationalen Struktur und seiner staatsrechtlichen Einrichtungen nur schwer aufnahmefähig sei. Durch den Kriegsverlauf könne man eine eventuelle Angliederung Polens nicht zurückweisen, aber Charakter, Bestimmung und Gleichgewicht der Monarchie würden darunter leiden, der Dualismus auf eine harte Probe gestellt werden. Dem polnischen Landesteil so viel Autonomie zu gewähren, hielt er für bedenklich, weil das bei anderen Völkern gleiche Bestrebungen hervorrufen würde.
Gegenüber dem sächsischen Gesandten war er am 16. August 1915 sogar noch deutlicher geworden, als er meinte:

„dass die Bevölkerung von Lemberg, soweit diese nicht jüdisch sei, sich fast durchweg als russophil erwiesen habe! Das gleiche werde wohl auch und zwar erst recht, in Kongresspolen der Fall sein … Wenn Kongresspolen an Österreich fallen sollte, so werde dies nur eine große Sorge für die Monarchie bedeuten!“

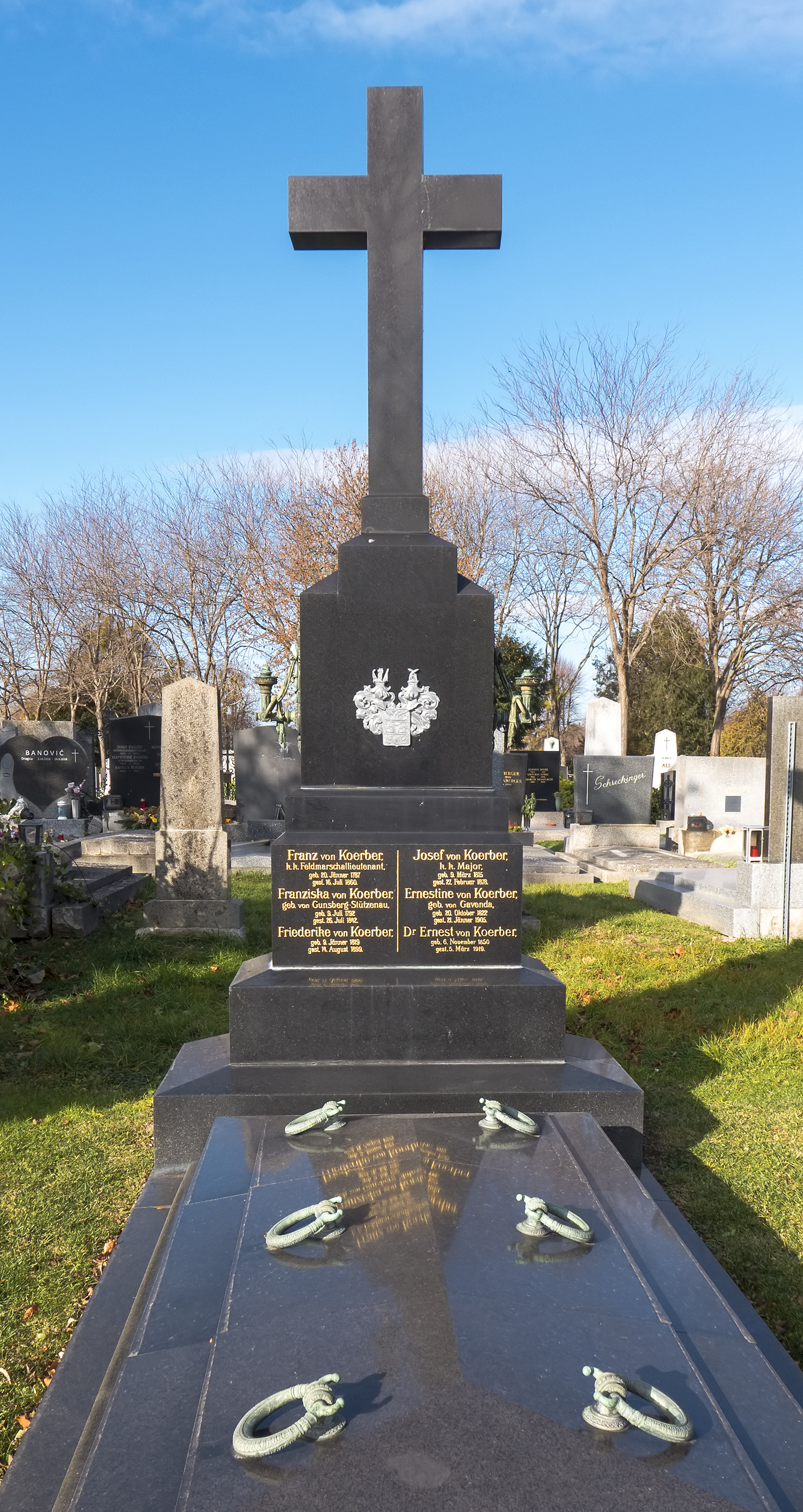
Koerbers Grab am Wiener Zentralfriedhof

Auch auf dem Ministerrat vom 7. Jänner 1916 hielt Koerber territoriale Angliederungen nach der Eroberung Serbiens, wegen der nationalen Struktur und den staatsrechtlichen Einrichtungen der Monarchie, für schwer durchsetzbar.

„Das Kriegsziel, das wir bei Beginn des Krieges uns setzten, war vornehmlich, uns im Süden der Monarchie Ruhe zu verschaffen und unsere wirtschaftliche Stellung dort zu sichern.“

Nun sei die Möglichkeit gegeben, die unhaltbaren Zustände, welche die großserbische Idee verursacht hat, zu beenden. Daher müsse das unabhängige Serbien, als „Pflanzstätte der großserbischen Bewegung“, von der Landkarte verschwinden. Für die Friedensverhandlungen sei es egal, denn der Widerstand der Entente, insbesondere Russlands, gegen die Belassung eines verkleinerten, abhängigen Serbiens wäre der gleiche.
Der Sandschak Novi Pazar sei, wegen des Verkehrs mit Saloniki, wieder in die Gewalt der Monarchie zu bekommen, Montenegro sei zu arm und unkultiviert, sein Fortbestand, wenn die Monarchie eine gute strategische Grenze und die Küste erlange, von geringem Belang. Ob ein Protektorat Albanien Ruhe brächte, bezweifelte Koerber, eine Teilung erachtete er für zweckmäßiger. Eine Teilung Polens würde es Russland zutreiben, stimmte Koerber Außenminister Burián zu.